# Pleurothallis miragliae
Pleurothallis miragliae är en orkidéart som beskrevs av Leite. Pleurothallis miragliae ingår i släktet Pleurothallis och familjen orkidéer. Inga underarter finns listade i Catalogue of Life.